# Miss Internacional 2025
Miss Internacional 2025, la 63.ª edición del concurso Miss Internacional, se llevará a cabo en en Tokio (Japón) el 27 de noviembre.
Al final del evento, Miss Internacional 2024, Huỳnh Thị Thanh Thủy de Vietnam, coronará a su sucesora.

## Antecedentes

### Sede y fecha
El 24 de marzo de 2025, la Organización Miss Internacional anunció que la final del concurso se llevará a cabo el 27 de noviembre.

### Selección de candidatas
Por primera vez, el concurso Miss Internacional permitirá que mujeres que deseen participar de forma independiente se unan a la competencia sin necesidad de contar con una licencia o franquicia nacional. Las participantes deberán ser ciudadanas del país o territorio que deseen representar y se someterán a un proceso de calificación para obtener la aprobación de la Organización Miss Internacional y ser consideradas elegibles.

#### Reemplazos
Originalmente, Lamis Redissi, de Túnez, fue coronada como Miss Internacional Túnez para representar a su país, pero su organización decidió enviarla a Miss Mundo 2025 en su lugar. Fue reemplazada posteriormente por Nourane Khammari.

#### Regresos
Esta edición marcará el regreso de varios países que habían estado ausentes en ediciones anteriores, entre ellos: la República Democrática del Congo, que había competido por última vez en 1987; Malta, en 2003; las Islas Vírgenes de los Estados Unidos, en 2012; Alemania, en 2022; y Angola, Grecia, Noruega, Túnez y Zimbabue en 2023.

## Candidatas
Las candidatas confirmadas son:
| País/Territorio | Candidata                | Edad | Procedencia      |
| --------------- | ------------------------ | ---- | ---------------- |
| Albania         | Gledia Preka             | 25   | Tirana           |
| Alemania        | Lara Doval               | 22   | Berlín           |
| Argentina       | Daiana Pereyra           | 26   | Buenos Aires     |
| Bélgica         | Elizabeth Victoria Raska | 27   | Charleroi        |
| Colombia        | Catalina Duque           | 26   | Medellín         |
| Corea del Sur   | Ji-hoo Kim               |      | Seúl             |
| Ecuador         | Eunice Rivadeneira       | 25   | Guayaquil        |
| Estados Unidos  | Nicky Kandola            | 27   | Washington D. C. |
| Filipinas       | Myrna Esguerra           | 23   | Pidigán          |
| Ghana           | Portia Akua Mensah       | 21   | Acra             |
| Grecia          | Daniela Palousi          | 24   | El Pireo         |
| Hawái           | Maya Kaneali'i           | 18   | Hawái            |
| Honduras        | Irma Handal              | 21   | Tegucigalpa      |
| Indonesia       | Melliza Xaviera Yulian   | 26   | Yakarta Oriental |
| Japón           | Ai Nozaki                | 22   | Ōtsuki           |
| Mongolia        | Tsegmid Bayarchimeg      | 22   | Ulán Bator       |
| Montenegro      | Ana Dedvukaj             | 23   | Malësi e Madhe   |
| Nicaragua       | Verónica Iglesias        | 26   | Granada          |
| Noruega         | Nikoline Andresen        | 22   | Fredrikstad      |
| Perú            | Nathie Quijano           | 22   | Lima             |
| Portugal        | Sofia Mota Jorge         | 24   | Oporto           |
| Puerto Rico     | Zamira Allende           | 26   | Cataño           |
| Reino Unido     | Sophie Wallace           | 27   | Falkirk          |
| República Checa | Simona Procházková       | 25   | Praga            |
| Rumania         | Cătălina Popescu         | 28   | Bucarest         |
| Singapur        | Tanisha Tan              | 26   | Singapur         |
| Túnez           | Nourane Khammari         | 23   |                  |
| Venezuela       | Alessandra Guillén       | 27   | Caracas          |
| Vietnam         | Nguyễn Ngọc Kiều Duy     | 21   | Vĩnh Long        |
| Zimbabue        | Yollanda Chimbarami      | 26   | Harare           |